# Vandelicourt
Vandelicourt (ook: Wandelicourt) is een gehucht in de Franse gemeente Berles-Monchel in het departement Pas-de-Calais. Het ligt net ten noordwesten van het dorpscentrum van Berles, nabij de oorsprong van de Skarpe.

## Geschiedenis
Uit de 13de eeuw dateren vermeldingen als Wandelicort, Vuandelicourt en Wandelicourt. Vandelicourt was afhankelijk van de kerk van Berles.
Op het eind van het ancien régime kwam Vandelicourt in de gemeente Berles-Monchel.

## Verkeer en vervoer
Langs Vandelicourt loopt de grote weg tussen Saint-Pol-sur-Ternoise en Arras.